# Susan Brown
Susan Brown (San Francisco, 4 mei 1932 – Los Angeles, 31 augustus 2018) was een Amerikaanse actrice. 
Brown is vooral bekend van haar rollen in soaps en andere televisieseries, maar speelde ook in films en op het toneel, waaronder op Broadway.

## Biografie
Brown is begonnen met acteren in 1955 met de film Artists and Models. Hierna heeft ze nog meerdere rollen gespeeld in tv-series en films zoals Dr. Kildare (1963-1964), Death Valley Days (1967-1970), de detectiveserie Murder, She Wrote (1986) en Santa Barbara (1988). Zij heeft twee keer een voormalige First lady van de Verenigde Staten gespeeld, namelijk Nancy Reagan en Pat Nixon.
Browns bekendste rol was waarschijnlijk in de ziekenhuissoap General Hospital waarin zij vanaf 1977 speelde. In 1979 werd zij voor haar rol als dr. Gail Anderson (later Gail Baldwin) in deze serie genomineerd voor een Daytime Emmy Award (een Emmy voor overdag uitgezonden televisie), in de categorie Beste actrice in een bijrol in een dagelijkse dramaserie. Nadat ze in 1985 stopte als vast lid van de cast, kwam ze nog regelmatig terug voor losse afleveringen. Van 1992 tot 2002 trad ze weer vaker op in deze serie. Ook speelde ze in dezelfde rol in Port Charles, een spin-off van General Hospital.
Brown woonde in Los Angeles. Naast haar acteerloopbaan had ze een eigen bedrijf als interieurarchitect. In die hoedanigheid bleef ze haar vrienden uit de soap- en filmwereld en andere Hollywoodsterren adviseren, ook nadat ze was gestopt met acteren. In 2004 kwam ze voor het laatst eenmalig terug in de serie General Hospital.

## Filmografie

### Films
Selectie:
- 1955 Artists and Models
- 1963 The Stripper – als mevr. Mulvaney
- 1971 The Andromeda Strain – als Allison Stone
- 1974 The Klansman – als Maybella Bascomb

### Televisieseries
Uitgezonderd eenmalige gastrollen.
- 1956 The Edge of Night – als Nancy Pollock Karr - ? afl.
- 1959 From These Roots - als Liz Fraser Allen - 262 afl.
- 1964-1966 The Young Marrieds – als Ann Reynolds - 219 afl.
- 1969 Bright Promise – als Martha Ferguson - 364 afl.
- 1986 Murder, She Wrote – als Audrey Bannister – 2 afl.
- 1987 Mariah – als Maggie Malone – 7 afl.
- 1988 As the World Turns – als Adelaide Fitzgibbon - 7 afl.
- 1988 Santa Barbara – als Dorothy Lane – 6 afl.
- 1997-2001 Port Charles – als dr. Gail Adamson Baldwin – 284 afl.
- 1969–2004 General Hospital – als dr. Gail Adamson Baldwin – 254 afl.